# .300 AAC Blackout
.300 AAC Blackout （300 AAC ブラックアウト、SAAMI  表記300BLK、CIP  表記300 AAC Blackout）は、 Advanced Armament Corporation （AAC）によって開発された中間弾薬。 7.62×35mmとも呼ばれる。標準のSTANAG マガジンに5.56mmNATO弾と同じ装弾数を確保した上で 7.62x39mm弾や7.92×33 mm Kurz弾に近い威力を実現する高速弾と、サプレッサー使用時に高い静音性を実現する亜音速弾の二種をコンセプトとして開発された。銃身以外は標準のM4の部品のままで射撃可能である点を特徴とする。標準的なAR-15ライフルで使用でき、亜音速と超音速の負荷を撃つことができる。

## 歴史
5.56x45mm NATO弾は軍用弾として広く普及したが、一部の特殊部隊が遭遇する任務においてはその性質上高い静粛性が求められ、5.56mmのような高エネルギーかつ高弾速の弾薬はいうまでもなく、さらには拳銃やサブマシンガンの弾薬として普遍的に普及した9x19mmパラベラム弾よりも静音性に優れる亜音速弾薬が必要とされることがあった。
この需要を満たすため、M4で大口径弾薬を使用しようとする際に生じてきた頻出の問題を解決することを目的として、AACはRemington Defenseと協力して本弾薬を開発した。コルト・ファイヤーアームズ等の他の武器メーカーも同様に以前からAR15系のライフルやカービン向けの.30口径弾薬を開発・製造していたが、問題が発生してした。特に7.62×39mmを使用するAR-15クローンなどは、特別に改造されたAK-47マガジンを使用しないと、マガジン内で弾丸が傾斜するため給弾不良が発生した。また、7.62×39mmは直径が5.56x45mm NATO弾より大きいため、専用に改造されたボルトを装備する必要もあった。6.8×43mm SPCや6.5 Grendelなどの弾薬でも同様にボルト交換が必要だったが、標準のSTANAG マガジンを共用可能だった（ただし薬莢サイズの問題で30発用マガジンでも25〜28発しか装填できない）。

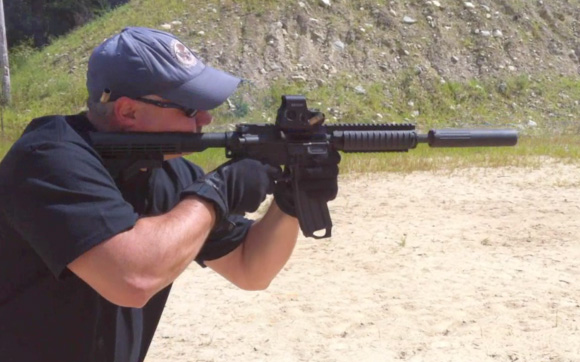
サプレッサーを装備したM4カービン銃から発射される300 AACブラックアウト弾

.300 Whisperシリーズなどのワイルドキャット弾薬（非標準の自家製弾薬）を使用すればこれらの問題は解決できるものの、これらは多くは単発拳銃用であり、寸法も業界標準に適合していないため、どれも人気のある弾薬ではあったものの、ARタイプの銃に使用することは超音速弾でも亜音速弾でも理想的とは言い難いものであった。また、このような弾薬の多くは、M4カービンのチャンバーの圧力要件に適合しない装薬を使用しているため、STANAG マガジンへ誤って装填しないように全長が長くされていた。不適正な圧力の問題は、亜音速弾をサプレッサーと組み合わせて運用した場合に、ボルトのストロークが短くなり過度の汚れが発生するという、ベトナムにおけるM16の最初期のモデルと同様の問題として特に顕著に表れた。
これに対し、本弾薬では、開発時からM4/M16を主要な使用銃として念頭に置いたことで、弾道要件を満たしただけでなく、銃本体への改造を最小限に抑え、バレルの交換だけで使用できるように設計することができた。
AACの研究開発ディレクターであるRobert Silversは、「私たちは2009年に開発を始め、ほとんどの開発作業は2010年に行われました。ある軍の顧客が、通常のボルトやマガジンを使用しつつ、標準マガジンの装弾数30発のまま.30カービン弾をM4カービンから射撃可能にする方法を求めており、また要求スペックに適合する弾薬を供給できる者を探していたのです。しかし、RemingtonはSAAMI加盟企業であり、SAAMIの基準に適合する弾薬しか製造できません。このため、.300-.221や.300 Whisperを使用することはできませんでした。そこで私たちは、.300-221のコンセプトを借用し、最終仕様を決定してSAAMIに申請しました。私たちは、これを.300 AACブラックアウト（.300BLK）と呼ぶことにしたのです。」と述べている。
2011年1月17日、.300 AAC BlackoutはSAAMIによって規格として承認された。
2011年10月23日、USAMU所属のSSGダニエル・ホーナーが、300 AAC Blackoutを使用して第四回のUSPSA マルチガンナショナルチャンピオンシップで優勝した。

## 軍用

### オランダ
2015年7月、オランダ国防総省機関は、海兵隊特殊部隊（NL-MARSOF）向けの300BLK対応カービン195丁の入札を公募した。その目的は、フルメタルジャケット弾、亜音速弾および無鉛フランジブル弾を購入することであり、本弾薬が軍隊に採用された初の事例となった。2016年12月、NL-MARSOFは、耐衝撃バイザー付きヘルメット用に開発された新型折りたたみ式ストックを装着した195丁のSIG MCXカービンを取得し、本弾薬を制式採用した初の軍部隊となった。

### イギリス
2017年7月14日、英国国防省は、.300ブラックアウトの超音速および亜音速弾の供給に関する5年間（オプションでさらに5年間）の契約を締結した。なお、この当時本弾薬の仕様はすでに開始されていた。

### アメリカ
2022年5月、アメリカ特殊作戦軍は、個人防御火器としてSIG MCX Rattlerの5.56mm NATO弾版と.300 Blackout版の双方を採用した。Rattlerはバレル長5.5インチとコンパクトであるが、強力な弾薬を発射できる。

またRattlerに加え、統合特殊作戦コマンド(JSOC)は主にデルタフォース向けとしてLVAW (Low Visibility Assault Weapon:低視認性強襲武器) としてMCX VIRTUS LVAW SHORT 6.75“.300 AACを調達している。

## パフォーマンス
| 銃身長                   | 弾種                                          | 初速                        | エネルギー                        |
| ------------------------ | --------------------------------------------- | --------------------------- | --------------------------------- |
| 9インチ (230 mm) バレル  | 300 AACブラックアウト 115 gr UMC              | 2,120フィート毎秒 (650 m/s) | 1,136フィート重量ポンド (1,540 J) |
| 16インチ (410 mm) バレル | 300 AACブラックアウト 115 gr UMC              | 2,295フィート毎秒 (700 m/s) | 1,344フィート重量ポンド (1,822 J) |
| 9インチ (230 mm) バレル  | 300 AACブラックアウト 110 gr TTSX             | 2,300フィート毎秒 (700 m/s) | 1,310フィート重量ポンド (1,780 J) |
| 9インチ (230 mm) バレル  | 300 AACブラックアウト 110 gr VMAX             | 2,350フィート毎秒 (720 m/s) | 1,350フィート重量ポンド (1,830 J) |
| 9インチ (230 mm) バレル  | 300 AACブラックアウト 125 gr OTM              | 2,030フィート毎秒 (620 m/s) | 1,143フィート重量ポンド (1,550 J) |
| 16インチ (410 mm) バレル | 300 AACブラックアウト 125 gr OTM              | 2,215フィート毎秒 (675 m/s) | 1,360フィート重量ポンド (1,840 J) |
| 20インチ (510 mm) バレル | 300 AACブラックアウト 78 gr Lehigh Defense CQ | 2,880フィート毎秒 (880 m/s) | 1,436フィート重量ポンド (1,947 J) |
| 24インチ (610 mm) バレル | 300 AACブラックアウト 78 gr Lehigh Defense CQ | 2,960フィート毎秒 (900 m/s) | 1,517フィート重量ポンド (2,057 J) |
| 20インチ (510 mm) バレル | 300 AACブラックアウト 90 gr Barnes OTFB       | 2,630フィート毎秒 (800 m/s) | 1,382フィート重量ポンド (1,874 J) |
| 24インチ (610 mm) バレル | 300 AACブラックアウト 90 gr Barnes OTFB       | 2,710フィート毎秒 (830 m/s) | 1,468フィート重量ポンド (1,990 J) |

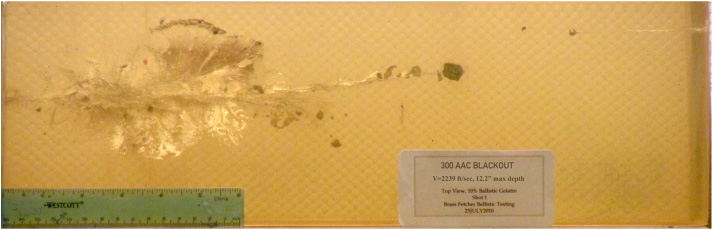
バリスティックジェルに撃ち込まれた300 AACブラックアウトの弾道

本弾薬は、 AR-15で7.62x39mm弾と同等のエネルギーを達成しながら、標準のARマガジンを最大の装弾数で使用できるように設計されている。7.62x39mm弾のテーパーはARマガジンにおける供給の信頼性を落とすと共に、ボルトに摩耗を引き起こした。M4カービンの14.5インチ(370mm)バレルから発射されたM855 5.56x45mm NATO弾の有効射程は500メートルであるが、その距離ではかなりの弾道降下と偏流を起こし、運動エネルギーも大きく失う。これに対し、16インチ (410 mm)バレルから発射された125グレーン (8.1 g)の300BLKは、より初速が低く、弾道落下と偏流も同程度発生するが、300BLKはM855が500メートルで持っているエネルギー量と同じエネルギーを700メートルで維持する。命中率の観点からは、.300ACCブラックアウトは460メートルの有効射程を持っている。9インチ (230 mm)バレルから発射された125 grのBLKは、銃口エネルギーではM4から発射されたM855と同等であり、440メートルでは5パーセント上回る。7.62×39mmの銃弾との比較では、装薬量の異なる300BLKは、同じ長さの銃身から発射しても弾道係数がより良く、より多くのエネルギーを有する。300BLKは、Barnes TAC 110グレインと同様に遮蔽物を無視しうる性能を持つ。すなわち、数インチの硬い遮蔽物があっても貫通することができるのである。300BLKにより、弾倉を交換するだけで、1丁の銃で亜音速弾、超音速VMAX弾および遮蔽物貫通弾を使い分けることができる。接近戦用におけるH&K MP5を置き換えることができるうえ、マガジンを交換するだけで、長距離線でもM4カービンを凌駕することができる。30口径弾は5.56×45mmよりも弾頭面積が89.1パーセント多いため、柔目標により大きな銃創を残す。また、より深く貫通し、着弾時の弾頭の回転もより速い。300BLKは4.5インチ (110 mm)の短銃身から発射しても有効である。本弾薬を使用する銃器は、9x19mmパラベラム弾を使用するH&K MP5、5.7x28mm弾を使用するFN P90、4.6x30mm弾を使用するH&K MP7のようなサブマシンガンと同等の軽さ、コンパクトさ、静粛性を持ちながら、長距離でもより大きなエネルギーと精度を発揮できる。
| 弾薬           | 重量                | 銃身長              | 銃口初速                    | 2.5mの弾道落下を来す射程 | 1.0mの偏流を来す射程 | 291フィート重量ポンド (395 J)のエネルギーとなる射程 | 有効射程             |
| -------------- | ------------------- | ------------------- | --------------------------- | ------------------------ | -------------------- | --------------------------------------------------- | -------------------- |
| M855 5.56×45mm | 62グレーン (4.0 g)  | 14.5インチ (370 mm) | 2,900フィート毎秒 (880 m/s) | 500メートル (550 yd)     | 500メートル (550 yd) | 500メートル (550 yd)                                | 500メートル (550 yd) |
| 300BLK         | 125グレーン (8.1 g) | 16インチ (410 mm)   | 2,220フィート毎秒 (680 m/s) | 440メートル (480 yd)     | 484メートル (529 yd) | 700メートル (770 yd)                                | 460メートル (500 yd) |
| 300BLK         | 125グレーン (8.1 g) | 9インチ (230 mm)    | 2,050フィート毎秒 (620 m/s) | 410メートル (450 yd)     | 470メートル (510 yd) | 625メートル (684 yd)                                | 440メートル (480 yd) |

| 弾薬      | 重量                | 銃身長              | 銃口初速                    | 弾道係数 | 射程300mにおける エネルギー |
| --------- | ------------------- | ------------------- | --------------------------- | -------- | --------------------------- |
| 7.62×39mm | 123グレーン (8.0 g) | 16.5インチ (420 mm) | 2,396フィート毎秒 (730 m/s) | 0.280    | 712ジュール (525 ft⋅lbf)    |
| 300BLK    | 115グレーン (7.5 g) | 16インチ (410 mm)   | 2,295フィート毎秒 (700 m/s) | 0.300    | 777ジュール (573 ft⋅lbf)    |
| 300BLK    | 125グレーン (8.1 g) | 16インチ (410 mm)   | 2,220フィート毎秒 (680 m/s) | 0.320    | 829ジュール (611 ft⋅lbf)    |

5.56 NATOよりもストッピングパワーを高めるという同じ発想に立った6.8×43mm SPCと比較すると、300BLKは機能が異なる。300BLKは、より近距離に力点を置き、7.62x39mm弾と同等以上のエネルギーを維持しつつサプレッサー使用時の信頼性を高めている。これに対し、先立つ6.8mm SPCは、単純に全射程で5.56×45mmよりも大きいエネルギーを持つように設計されており、長距離でも性能を維持するよう、比較的小さな弾頭を高速で発射するようになっている。300BLKの弾道落下は、射程200ヤード (183 m)では6.8mm SPCより2インチ (51 mm)大きく、500ヤード (457 m)では30インチ (760 mm)大きくなる。6.8mmはより軽量な115グレーン (7.5 g)であり、銃口初速が速いため銃口エネルギーに1,694フィート重量ポンド (2,297 J)と大きく、これに対し300BLKは125グレーン (8.1 g)で、銃口エネルギーは1,360フィート重量ポンド (1,840 J)である。両弾薬ともにAR-15を容易に換装して使用可能であるが、6.8mm SPCは旧式の.30 Remington弾を元に設計されているため、換装がより困難である。ボルトの交換が必要になり、マガジン容量が標準よりも減少する。これに対し300BLKは設計段階から換装の容易性が考慮されているため、標準のボルトでも動作し、マガジンを通常の装弾数で使うことができ、必要となるのはバレルの交換のみである。

## 潜在的な危険

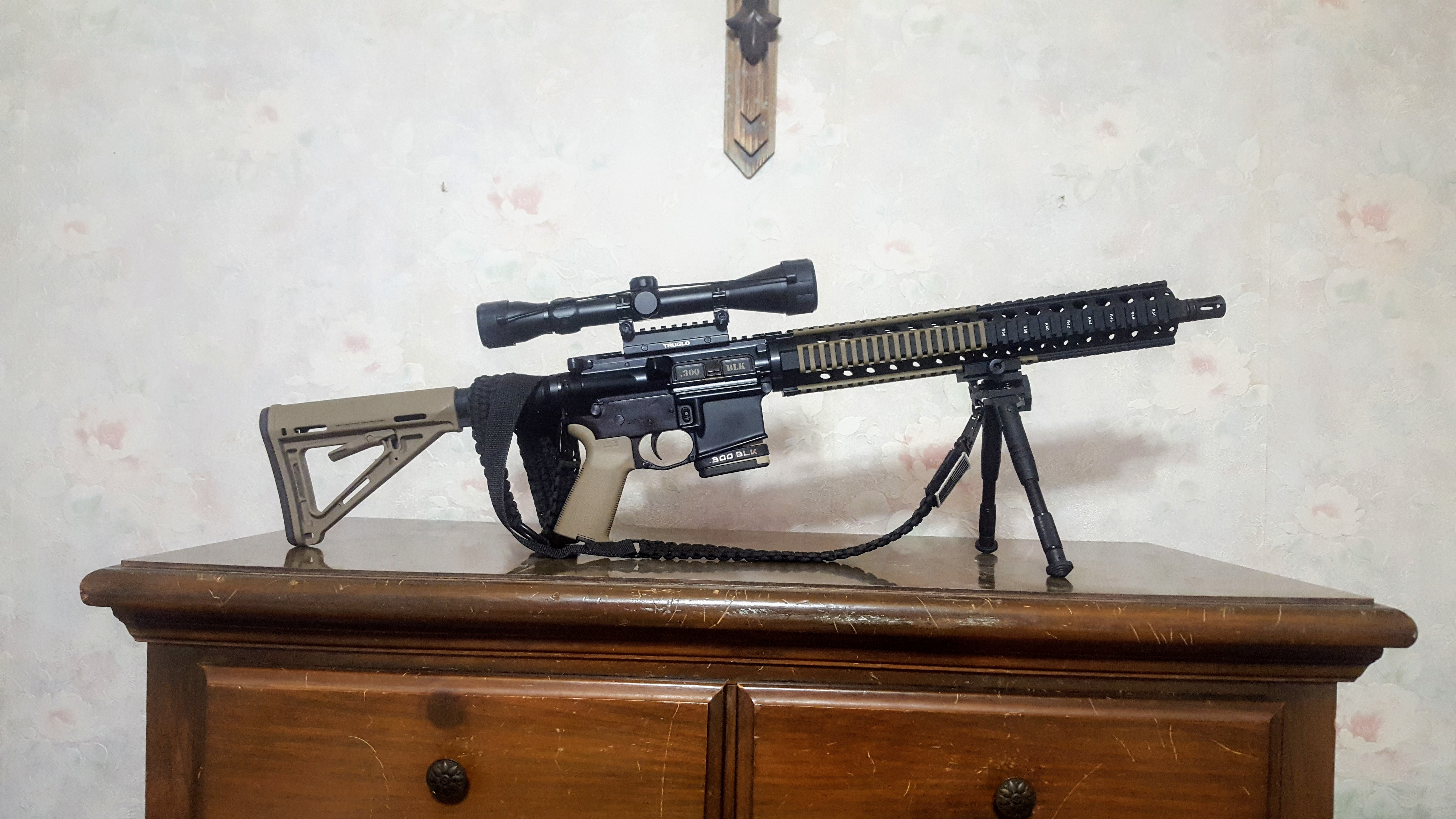
ダストカバーとマガジンバンド付きのAR-15ライフル。

300BLKは一般的な.223 / 5.56mmとの類似性が利点であるが、2種類の弾薬が混在している場合には問題を生じる可能性がある。両弾薬は薬室の寸法がほぼ同一であるため、SAAMIは.223（5.56x45mm NATO弾）の薬室で300BLKを使用してしまう危険があるとしている。300BLKの弾頭は.223(5.56x45mm NATO弾)よりも大きいため、誤って装填し発射すると、弾頭とガスの行き場がなくなり過度の圧力がバレルと銃内部に発生してライフル自体が爆発し、負傷や死に至る可能性がある。両弾薬は非常に混同しやすいため、両方の弾薬に対応した銃器を所有している場合は、銃とマガジンを明確にマーキングすることや、マガジンに装填する際は毎回目視で慎重に確認することなどによって、銃とそれぞれの弾薬を慎重に分別することを勧める者もいる。300BLKが実際に.223用銃身に収まるかどうかは、弾丸の長さと形状、弾丸の圧入の深さ、ネックの圧着および装薬の量によって異なる。理想的に装薬が規定量充填されており、弾頭も所定の位置に圧着されていれば、弾薬全体の長さが異なるはずである。

## 先行事例
- この種の弾薬の先駆者は、1960年代後半にエグリン空軍基地のUSAF Armament Labが開発した7.62×28mm弾である。172グレインの弾頭を1,050 ft/s (320 m/s)で発射するものであったが、各種の信頼性の問題に悩まされた[20]。
- 近年では、.300-221、300 FireballおよびJD Jones独自の.300 Whisperなどの人気の高いワイルドキャット弾がこの概念をさらに発展させた[21]。300 AACブラックアウトはSAAMIによって規格化された.300-221である。Hornadyは、.300 Whisperは300 AAC Blackoutの規格の範囲内であるため、300 AAC Blackout用ライフルであれば.300 Whisperも撃つことができると主張している。この2種類の銃弾は、多くの場合リロードダイも同じである[8]。